# Gladys West

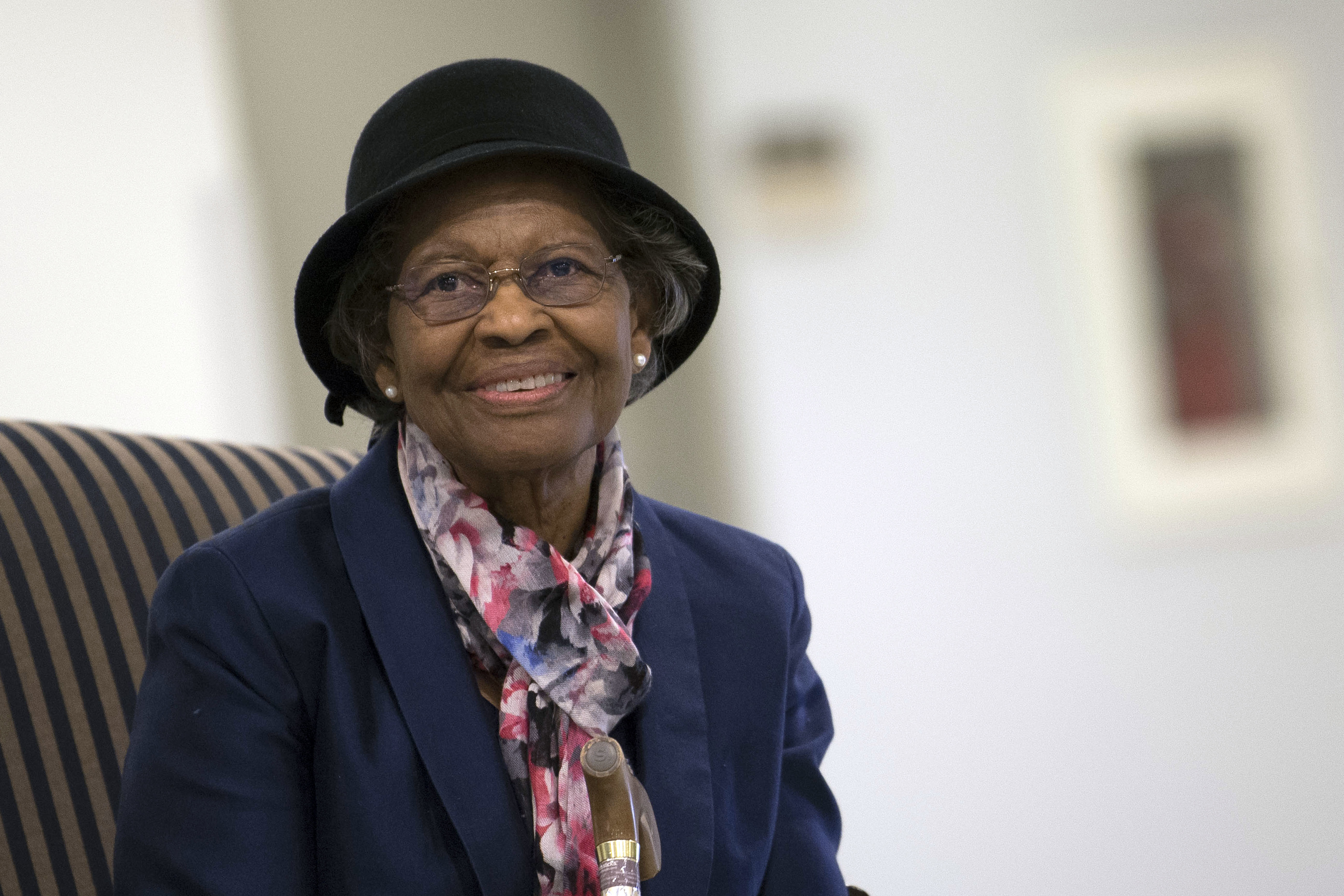
Gladys West (2018).

Gladys Mae West Brown (Contea di Dinwiddie, 27 ottobre 1930) è una matematica e geodeta statunitense, nota per i suoi contributi alla matematica alla base del GPS.

## Biografia

### Infanzia e istruzione
West è nata nella Contea di Dinwiddie in Virginia, in una famiglia di agricoltori mezzadri. Dopo aver ottenuto una borsa di studio per essere la prima della sua classe al liceo, ha studiato matematica al Virginia State College. Dopo la laurea ha insegnato per circa due anni.

### Carriera

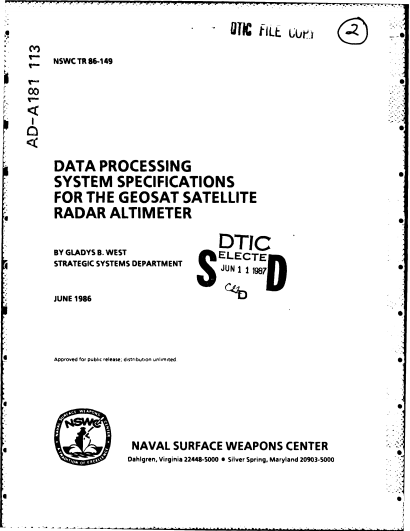
Rapporto di elaborazione dati per GeoSat di Gladys West

Nel 1956 West ha iniziato a lavorare al Naval Surface Warfare Center di Dahlgren, nel quale è stata la seconda donna nera ad essere assunta. West ha iniziato raccogliendo i dati dai satelliti, giungendo infine allo sviluppo del GPS. Il suo supervisore Ralph Neiman l'ha raccomandata come responsabile del progetto Seasat di altimetria radar, il primo satellite in grado di rilevare a distanza gli oceani. Nel 1979, Neiman ha raccomandato West per un encomio. West era uno dei programmatori della divisione di Dahlgren per i computer su larga scala e un responsabile di progetto per i sistemi di elaborazione dati utilizzati per l'analisi dei dati satellitari.
Nel 1986, West ha pubblicato Data Processing System Specifications for the Geosat Satellite Radar Altimeter, una guida illustrata di 60 pagine. La guida del Naval Surface Weapons Center (NSWC) è stata pubblicata per illustrare come aumentare l'accuratezza della stima delle "altezze geoide e della deviazione della verticale", temi della geodesia satellitare. Questo è stato possibile grazie all'elaborazione dei dati creati dal Radioaltimetro sul Geosat che è entrato in orbita il 12 marzo 1984. Ha lavorato per 42 anni a Dahlgren, per poi andare in pensione nel 1998. I suoi contributi al GPS sono stati scoperti solo quando un membro della sua sorellanza, Alpha Kappa Alpha, ha letto una breve biografia che West aveva presentato per una posizione da ex allieva. Per questo lavoro, West è stata inclusa dalla BBC nella lista delle 100 donne del 2018.

### Vita privata
Ha incontrato suo marito Ira West alla base navale e si sono sposati nel 1957. Da febbraio 2018 West vive nella Contea di King George e sta completando un dottorato di ricerca con un programma di formazione a distanza presso il Virginia Polytechnic Institute and State University.